# تشارلز ر. جاكسون
تشارلز ر. جاكسون (بالإنجليزية: Charles R. Jackson)‏ (6 أبريل 1903 في الولايات المتحدة - 21 سبتمبر 1968، نيويورك في الولايات المتحدة)؛ كاتب سيناريو، كاتب وروائي أمريكي.

## روابط خارجية
- تشارلز ر. جاكسون على موقع IMDb (الإنجليزية)
- تشارلز ر. جاكسون على موقع ميوزك برينز (الإنجليزية)
- تشارلز ر. جاكسون على موقع أول موفي (الإنجليزية)
- تشارلز ر. جاكسون على موقع قاعدة بيانات الأفلام السويدية (السويدية)
- تشارلز ر. جاكسون على موقع إن إن دي بي (الإنجليزية)
- تشارلز ر. جاكسون على موقع ديسكوغز (الإنجليزية)
- تشارلز ر. جاكسون على موقع قاعدة بيانات الفيلم (الإنجليزية)
- تشارلز ر. جاكسون على موقع كينوبويسك (الروسية)
- تشارلز ر. جاكسون على موقع كينوبويسك (الروسية)